# Agustín Rolando Rojas Leyva

## El artista
Agustín Rolando Rojas Leyva, nace en La Habana, Cuba, el 5 de mayo de 1959.
Desarrolla el grabado, el dibujo y la pintura. Estudia en la Escuela Provincial de Artes Plásticas “San Alejandro”, La Habana, Cuba en el nivel elemental y cursa el nivel superior de artes Plásticas en el Instituto Superior de Arte (I.S.A), La Habana, Cuba.

## Exposiciones Personales
Su primera exposición personal ocurre en 1986, se tituló "Paisajes". Centro Provincial de Artes Plásticas y Diseño, La Habana, Cuba. En el mismo año presenta "Además de Watercolor". Galería de Arte San Miguel del Padrón, La Habana, Cuba.

## Exposiciones colectivas
En toda su trayectoria participa de forma colectiva en varias exposiciones y eventos. En 1983 participa en el "Encuentro de Grabado’83". Sala Tespis. Hotel Habana Libre, La Habana, Cuba.
En 1990 I Bienal Internacional de Grabado, Premio Julio Prieto Nespereira. Caixa Ourense, Orense, España.Un año después en 1991 11th Mini Print Internacional de Cadaqués Taller Galería Fort, Cadaqués, Barcelona, España. En 1994 forma parte de las muestras "Tocar la otra orilla". Quinta Bienal de La Habana. Castillo de los Tres Reyes del Morro, La Habana, Cuba, y de la III Bienal Internacional de Grabado. Premio Julio Prieto Nespereira. Caixa Ourense, Orense, España.

## Premios
Entre los premios obtenidos por su obra se pueden destacar en 1983 Mención. "Encuentro de Grabado’83". Sala Tespis, Hotel Habana Libre, La Habana, Cuba. En 1994 Mención Honorífica. III Bienal Internacional de Grabado. Premio Julio Prieto Nespereira. Caixa Ourense, Orense, España. Y en 1995 Premi Ex Aequo per a Artistes i Promoció dels Tallers Miró, Opció A. Fundació Pública Municipal Pilar i Joan Miró. Palma de Mallorca, España.
- Datos: Q5660858